# 香取正彦
香取 正彦（かとり まさひこ、1899年 1月15日- 1988年11月19日）は、日本の鋳金工芸作家。1977年(昭和52年)に梵鐘の分野で重要無形文化財保持者（「人間国宝」）に認定された。

## 来歴
1899年(明治32年)、香取秀真と母たまの長男として東京小石川に生まれる。まもなく両親の出身地、現在の千葉県佐倉市へ移り、幼少期を佐倉で過ごす。
東京美術学校(現在の東京芸術大学)の鋳金科に入学し、主任教授津田信夫の指導を受ける。製作にあたっては、古典研究を基礎とした。1925年(大正14年)に東京美術学校鋳金科を卒業。同年パリ万国装飾美術工芸博覧会(「アールデコ万博」)に「苺唐草文花器」を出品し銅牌を受賞。帝国美術院展覧会の工芸部門においては1930年(昭和5年)から3年続けて特選を受賞し帝展無鑑査となる。
終戦後は戦争中に供出された仏具・仏像などの文化財修理・保護に尽力。1949年(昭和24年)から梵鐘制作を始め、比叡山延暦寺、成田山新勝寺、広島平和の鐘（1967年）を手がける。1953年(昭和28年)、芸術院賞。1954年(昭和29年)より日本伝統工芸展が開かれ，第3回展から審査委員を委嘱される。1977年(昭和52年)4月25日には重要無形文化財保持者（人間国宝）に認定。1981年に梵鐘制作100点を達成し『百禄の鐘』を出版。1987年(昭和62年)には日本芸術院会員に推挙、妙法院(三十三間堂)の梵鐘を製作した。
1988年(昭和63年)に最後の作となった宮城県岩沼市にある竹駒寺の梵鐘を手がけるも完成を目前にして死去した。

## 主な作品
- 『鋳銅花器』（東京国立近代美術館蔵、1930年）
- 『青銅回文菱花器』（東京国立近代美術館蔵、1963年）
- 『麒麟』（佐倉市立美術館蔵）
- 『獅子』（佐倉市立美術館蔵）
- 『正倉院御物柄香炉』
- 『朧銀牡丹文花瓶』
- 『朧銀熏鑪』
- 『朧銀蝶文花器』
- 『朧銀鳥装花瓶』
- 『朧銀玉装花瓶』
- 『朧銀羊耳花瓶』